# Lepturgantes septemlineatus
Lepturgantes septemlineatus är en skalbaggsart som beskrevs av Gilmour 1960. Lepturgantes septemlineatus ingår i släktet Lepturgantes och familjen långhorningar. Inga underarter finns listade i Catalogue of Life.